# 이준민 (야구인)
이준민( 1979년 1월 23일 ~ )은 대한민국의 전 삼성 라이온즈 내야수이다. 2009년 부인 1살 연하 대구에서 영어강사로 재직중인 박수진 씨와 결혼했다. 

## 출신학교
- 대구상업고등학교 (현 대구상원고등학교)
- 중앙대학교 사회체육학부 (2002학번)

## 등번호
- 52번